# Nicky Rieti
Pour les articles homonymes, voir Rieti (homonymie).
Nicky Rieti (né en 1947 à New York) est un scénographe, peintre et décorateur de théâtre.
Il a conçu les décors de nombreux spectacles à Paris et en province.
Il a remporté le Prix du meilleur créateur d'élément scénique du Syndicat de la critique en 1985 pour Le Misanthrope.
Il a été nommé à plusieurs reprises lors des Nuit des Molières, et a remporté le Molière du décorateur scénographe en 1993 pour Légendes de la forêt viennoise mis en scène par André Engel.

## Spectacles
- Le Misanthrope (1984/1985)
- Venise sauvée (nommé aux Molières 1987)
- Légendes de la forêt viennoise (Geschichten aus dem Wiener Wald) (Molières 1993)
- K…, opéra de Philippe Manoury, à l'opéra Bastille[4]
- Le Roi Lear (nommé aux Molières 2006)
- La Petite Catherine de Heilbronn (nommé aux Molières 2008)
- La double mort de l'horloger

## Distinctions
- Prix du syndicat de la critique 1985 : meilleur créateur d'élément scénique pour Le Misanthrope
- Prix du syndicat de la critique 1996 : meilleur créateur d'élément scénique pour Napoléon et les Cent Jours